# Ruanda en los Juegos Paralímpicos de Pekín 2008
Ruanda estuvo representada en los Juegos Paralímpicos de Pekín 2008 por un deportista masculino. El equipo paralímpico ruandés no obtuvo ninguna medalla en estos Juegos.